# Руденко, Леонид Георгиевич
Леонид Георгиевич Руденко (29 октября 1906, Екатеринослав, Российская империя — 3 августа 2002, Ессентуки, Ставропольский край, Российская Федерация) — советский партийный и государственный деятель, председатель Ростовского облисполкома (1940), председатель Правительственной закупочной комиссии СССР в США (1943—1945), генерал-лейтенант инженерно-авиационной службы (30.04.1943).

## Биография
С 11 лет начал трудовую деятельность. Сначала работал по найму пастухом на хуторе, затем подручным жаровщика на маслобойном заводе в Новомосковске.
С 1920 года работал в Днепропетровске курьером в Рабоче-крестьянской инспекции, токарем на металлургическом заводе.
В 1924 году комсомольская организация командировала его в Москву в Центральный Дом коммунистического воспитания рабочей молодежи, где он работал токарем и учился при Механическом заводе Информационно-измерительной техники. По окончании учёбы в 1928 году оставлен при заводе, где работал заведующим заводской лабораторией.
После службы в РККА вернулся на завод, где до 1931 года работал помощником директора по производству. В 1931 году решением Народного комиссариата труда мобилизован на Московский опытный завод № 3 НКО.
В 1935 году был направлен на учёбу в Всесоюзную промышленную академию им. И. В. Сталина. После 3-го курса он избран секретарем партийной организации академии.
В 1938 году направлен в распоряжение Ростовского областного комитета ВКП(б). На 5-й Таганрогской городской партийной конференции избран секретарем Таганрогского городского комитета ВКП(б). В декабре 1938 года был избран и. о. председателя исполнительного комитета Ростовского областного Совета, а с 1940 по 1941 год — председатель исполнительного комитета Ростовского областного Совета.
С марта 1941 года — заместитель народного комиссара Государственного контроля РСФСР, и был председателем Правительственной закупочной комиссии СССР в США (1943-1945).
Умер 3 августа 2002 года. Похоронен в городе Ессентуки Ставропольского края на кладбище «Франчиха»

## Государственные награды
- Орден Ленина
- Орден Ленина
- Орден Красного Знамени
- Орден Отечественной войны I степени
- Орден Трудового Красного Знамени
- Орден Красной Звезды
- медали